# Тунік Микола Тарасович
Тунік Микола Тарасович (нар. 27 травня 1929, Максимівка, Троїцький район, Луганська обл. — пом. 15 вересня 1992) — очільник Барського району з 1962 року по 1971 рік.

## Біографія
Микола Тунік народився 27 травня 1929 року в селі Максимівка Троїцького району Луганська область в сім'ї селянина. Батько Тарас Юхимович Тунік, 1904 року народження, був колгоспником, обіймав посаду зоотехніка. Мати Горпина Никифорівна, 1904 року народження, колгоспниця, працювала в ланці. Коли хлопцеві виповнилося 6 років, він самостійно прийшов до школи, настирливість зробила свою справу. Микола почав навчатися в місцевій школі. Коли Миколі виповнилось 8 років, раптово помер батько. З п'ятого до сьомого класу Микола ходив у школу райцентру, яка знаходилася за 7 км від їхнього села.

## Трудова діяльність
У 1941 році розпочалася Велика Вітчизняна війна, тринадцятирічний Микола працював їздовим, а в 14 років — бригадиром рільничої бригади. Доручені справи виконував сумлінно. Річні курси будівельників в місті Луганську закінчив, коли йому виповнилося 14 років. Працював у райвиконкомі на посаді техніка-будівельника. Працюючи зрозумів, що потрібно вчитися далі. Екстерном склав екзамени за 10-й клас і в 1948 році вступив до Круп'янського сільськогосподарського технікуму одразу на третій курс відділення автотехніків. 25 листопада 1950 року одружився з Тарковою Аделею Миколаївною. Після закінчення технікуму, в квітні 1951 року, Микола Тарасович отримав направлення в Турбівський цукровий завод, на посаду механіка автоколони. У 1952 році його обирають другим секретарем Турбівського, а в 1954 — першим секретарем Гайсинського райкомів ЛКСМ України. З 1955 по 1958 рік працював інструктором Вінницького обкому компартії України. Потім обирався другим секретарем Турбівського райкому партії, головою виконкому Турбівської, а згодом — Літинської районних рад депутатів трудящих. В 1960 році, коли йому виповняється 31 рік, стає першим секретарем Чечельницького райкому компартії України. В 1962 році, його обирають першим секретарем Барського району. В 1971 році  ЦК КП України, Верховна Рада і Рада міністрів УРСР рекомендували Миколу Тарасовича першим заступником голови Вінницького облвиконкому, де він працював протягом вісімнадцяти років.
Помер Микола Тарасович Тунік 15 вересня 1992 року.

## Досягнення
Понад усе Микола Тарасович цінував високу професійність, ініціативність, творчість спеціалістів, та підтримував їх починання. Казали: хто пройшов «школу М. Т. Туніка», той сумлінно, плідно та ефективно працює. Його нестандартні рішення випереджали час.
Працюючи, Микола Тарасович довів, що йому під силу більш масштабний об'єм роботи. В 1962 році, його обирають першим секретарем Барського району, в якому, крім багатогалузевого сільськогосподарського виробництва, було ще 18 промислових підприємств республіканського і союзного підпорядкування. З ініціативи Миколи Тарасовича, разом зі спеціалістами-агрономами, була розроблена і впроваджена «барська» технологія вирощування цукрових буряків. Район вийшов в передові по області з вирощування цукрових буряків і виробляв понад 300 центнерів молока на 100 гектарів сільськогосподарських угідь, валова плодоягідна продукція сягнула 55 тисяч тонн на рік. Ініціатива і наполегливість Миколи Тарасовича докорінно змінили і саме містечко. Побудовано Будинок Рад, приміщення школи № 1, дитячо-юнацьку спортивну школу, побутовий комбінат, автобусну станцію, магазин «Подолянка» з кафе «Винний бар», консервний комбінат, першу автозаправочну станцію, добудовано приміщення шкіл № 2 і № 3, пошту. Побудовано комбікормовий завод в с. Ялтушкові, птахофабрику в с. Стасюки, форельне господарство в с. Лядова, побутово-спортивний комплекс в с. Митки, комунгоспівську квіткову оранжерею. У районі було проведено реконструкцію всіх промислових підприємств. Микола Тарасович зумів аргументовано переконати керівництво країни в необхідності відкриття в м. Бар автомобільно-дорожнього технікуму в 1968 році. Він зумів переконати, щоб міжнародні газопроводи проклали і через землі Барського району, що дало можливість, крім трьох газопроводів і компресорних підстанцій, побудувати дві нові багатоповерхівки, два дитячих садки, поліклініку, будівлю для Барського педагогічного  училища, 5 км водогону, артезіанські свердловини, насосну станцію, фільтро-очисний комплекс з лабораторією.

## Вшанування пам'ятті

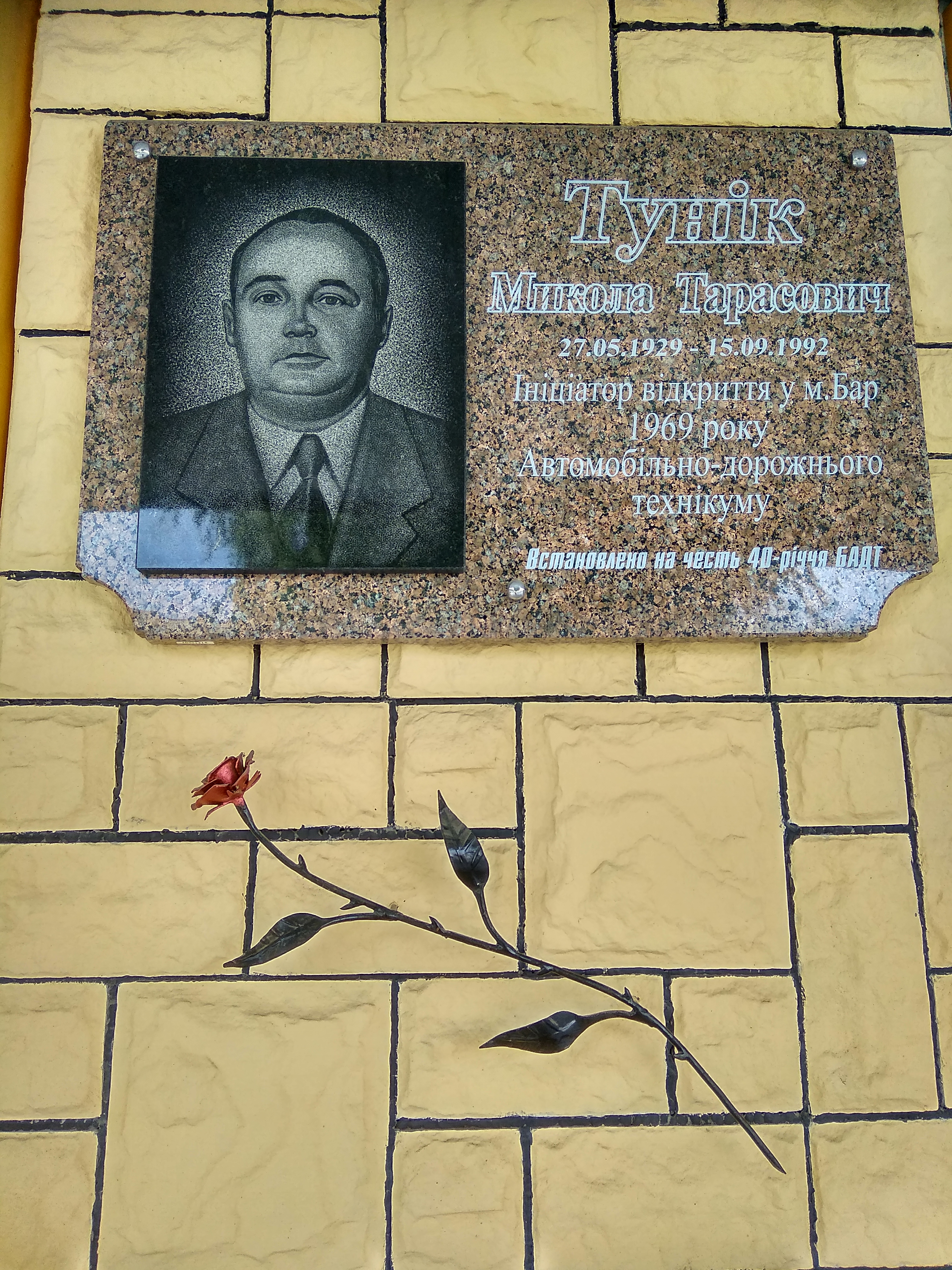
Меморіальна дощка Туніку М. Т. на будинку Барського коледжу транспорту та будівництва

У м. Бар одній із вулиць присвоєно ім'я М. Т. Туніка. З ініціативи Й. Е. Кібітлевського, директора Барського коледжу транспорту та будівництва НТУ, в закладі діє експозиція М. Т. Туніка.
На будинку коледжу 1 вересня 2009 року на честь 40-річчя БАДТ встановлена меморіальна дошка. Микола Тарасович Тунік був не просто керівник, це була надзвичайна особистість.